# Kapelle St. Johannes Baptist (Grub)

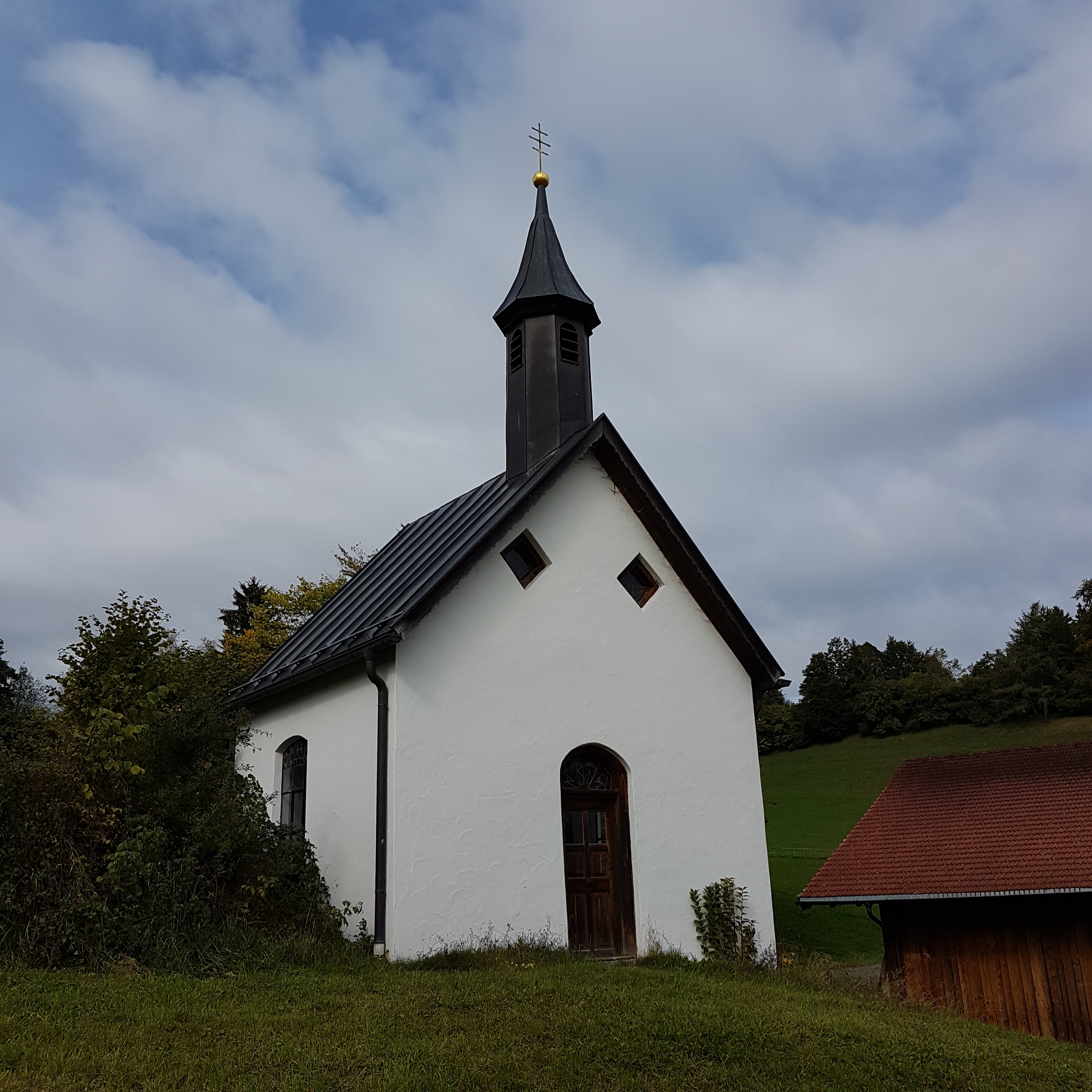
Kapelle St. Johannes Baptist

Die Kapelle St. Johannes Baptist ist eine Kapelle im Ortsteil Grub der oberbayerischen Gemeinde Bad Kohlgrub. Die Kapelle ist Johannes dem Täufer gewidmet. Das Bauwerk ist als Baudenkmal in die Bayerische Denkmalliste eingetragen.

## Beschreibung

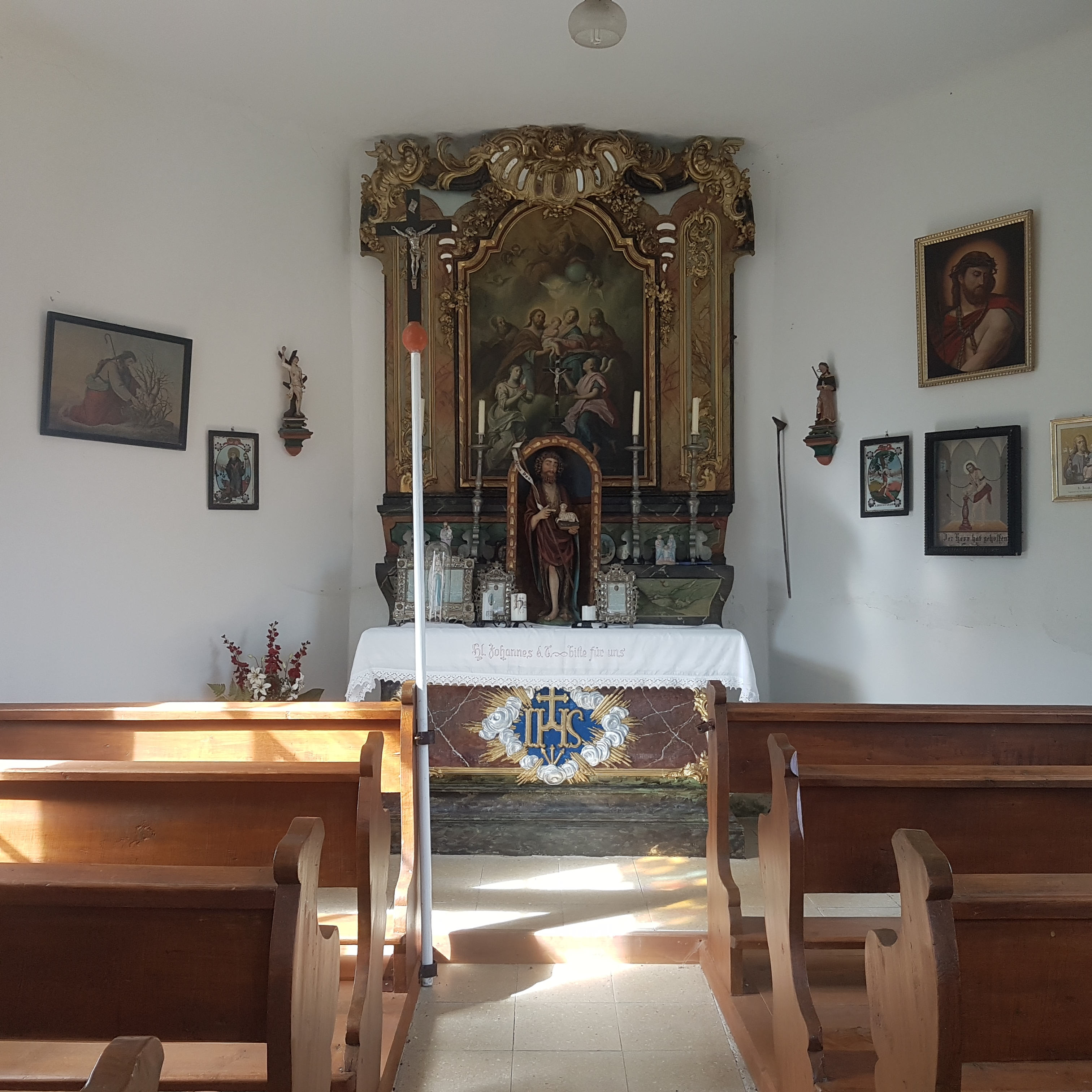
Innenansicht

Die Kapelle liegt am Westrand von Grub auf einer Wiese neben dem Bauernhof Nr. 131. Sie wurde an der Stelle eines von 1796 stammenden Vorgängerbaus errichtet und 1878 eingeweiht. 1997/98 wurde die Kapelle restauriert. 
Der rechteckige Bau ist etwa 5 × 5 Meter groß, hat in seinen Seitenwänden je ein Fenster und an seiner Rückseite einen Dreiachtelschluss. Er trägt ein Satteldach, auf dem nahe der ungefähr nach Osten zeigenden Eingangsseite ein Dachreiter mit Spitzhelm sitzt.  
Im Inneren ist die Kapelle ein einschiffiger Saalbau. Der Altaraufsatz ist mit Rokoko-Schnitzereien versehen. Das Altarbild zeigt die Heilige Sippe, auf der Altarmensa steht eine Nische mit einer Figur Johannes des Täufers. 